# Manuel González Prada
Manuel González Prada, né à Lima le 5 janvier 1844 et mort dans la même ville le 22 juillet 1918, est un philosophe et poète péruvien, auteur d'essais, théoricien radical puis idéologue anarchiste.
Son influence est majeure dans les domaines de la littérature et de la politique du Pérou à la fin du XIXe siècle et début du XXe siècle. À la fin de sa vie, il exerce la fonction de Directeur de la Bibliothèque Nationale du Pérou
Sur le plan littéraire, Gonzalez Prada est considéré comme le précurseur du modernisme latino-américain du fait de ses innovations en poésie. Ses essais  rassemblés en partie dans Pájinas libres (es) (Pages Libres 1894) et dans Horas de lucha (Heures de lutte 1908) manifestent une contestation  de l'ordre établi et un questionnement permanent. Il défend toutes les libertés, en particulier la liberté de culte et la liberté d'expression ainsi qu'une éducation laïque.

## Biographie
José Manuel de los Reyes González de Prada y Álvarez de Ulloa choisit de signer ses écrits Manuel G. Prada, en effaçant la particule  et les prétentions nobiliaires de sa famille. La guerre du Pacifique qui ruine le Pérou (1879-1883) entraîne son engagement public contre le système politique hérité de l'indépendance et marqué par une succession de présidents-généraux à l'exception du président Manuel Pardo y Lavalle (1872-1876).
Gonzalez Prada renonce à publier des poèmes pour se consacrer à écrire des conférences, des discours et des articles dans la presse radicale (La Luz eléctrica, El Radical) textes qu'il rassemble ensuite sous le titre de Pages Libres, en simplifiant l'orthographe héritée de la tradition hispanique. Pájinas Libres (es) paraît à Paris en 1894, alors que Manuel Gonzalez Prada et sa femme Adriana de Verneuil (es) sont installés en France depuis 1891.
Après un séjour en Espagne, les Gonzalez Prada retournent au Pérou en 1898 et Manuel Gonzalez Prada est invité à présenter des conférences au sein du parti qu'il a créé, l'Union Nationale, puis devant des assemblées de libres-penseurs et d'ouvriers mutualistes. Il collabore à la presse anarchiste, en particulier au mensuel Los Parias (1904-1909). En 1908, il publie un second livre d'essais, qui se veut une sociologie du Pérou présentant les différents groupes et l'idéologie dominante, sous le titre de Heures de Lutte.

### L'homme de lettres
L'œuvre poétique de Prada est discrètement révélée en 1901, lors de la parution à Lima d'un recueil de poésies intitulé Minusculas qui inaugure le modernisme au Pérou. Puis en 1911, après un recueil anonyme anticlérical, Presbiterianas, paraît Exoticas, inspirateur de la nouvelle génération de poètes et d'écrivains, à la recherche d'une poésie dédiée au rythme et à l'image.
En 1912, Manuel Gonzalez Prada est nommé Directeur de la Bibliothèque nationale du Pérou, à la place de Ricardo Palma, écrivain qu'il a longtemps combattu pour des raisons idéologiques et esthétiques, contraire à la « tradition péruvienne (es) », dont Palma fut l'inventeur.
En 1914, Prada démissionne pour ne pas obéir aux ordres du commandant Oscar Benavides qui a pris le pouvoir. Une fois que l'ordre démocratique est rétabli en 1916, Manuel Gonzalez Prada est réintégré à son poste de Directeur de la Bibliothèque Nationale où il joue un rôle très actif dans l'acquisition, les échanges d'ouvrages tout comme en recevant les jeunes écrivains comme César Vallejo et José Carlos Mariategui à l'écoute de celui qui s'avère leur maître à penser.
Manuel Gonzalez Prada meurt le 22 juillet 1918, en laissant une œuvre éparse dans la presse d'opinion. La plupart des articles seront réunis par son fils Alfredo Gonzalez Prada et édités à Paris (Bellenand) à partir de 1933, ainsi qu'à Santiago du Chili et à Buenos Aires.

#### L'anarchiste
Le philosophe et le poète  était aussi un théoricien anarchiste. Dans ses articles, il défend toutes les libertés notamment celles de culte et d’expression.
Il prône le bien-être de l’individu, la suppression de l'État et de la propriété privée.

## Œuvres

### Essais
- Pájinas libres (París, 1894)
- Horas de lucha (Lima, 1908)
- Bajo el oprobio (póstumo, París, 1933)
- Anarquía (póstumo, Santiago de Chile, 1936)
- Nuevas páginas libres (póstumo, París, 1936)
- Figuras y figurones (póstumo, París, 1938)
- Propaganda y ataque (póstumo, Buenos Aires, 1938)
- Prosa menuda (póstumo, Buenos Aires, 1941)
- El tonel de Diógenes (póstumo, México, 1945)

#### En français
- De l’utilité des rebelles, Nada, 2022, 219 pages présentation éditeur

### Poésies
- Minúsculas (Lima, 1901)
- Presbiterianas (Lima, 1909 [anónimo] y 1928)
- Exóticas (Lima, 1911)
- Trozos de vida (póstumo, París, 1933)
- Baladas peruanas (póstumo, Santiago de Chile, 1935)
- Grafitos (póstumo, París, 1937)
- Libertarias (póstumo, París, 1938)
- Baladas (póstumo, París, 1939)
- Adoración (póstumo, Lima, 1946)
- Poemas desconocidos (póstuma, Lima, 1973)
- Letrillas (póstumo, Lima, 1975)